# Persone normali
Persone normali (Normal People) è un romanzo della scrittrice irlandese Sally Rooney pubblicato nel 2018.

## Trama
I liceali Marianne e Connell iniziano una relazione segreta durante il loro ultimo anno a Carricklea. Lorraine, la madre di Connell, lo ha avuto quando lei stessa era un'adolescente e lavora come donna delle pulizie a casa dalla famiglia di Marianne, cresciuta nella ricchezza ma anche subendo abusi. Marianne non ha nessun amico a scuola, dato che tutti la considerano fredda e strana. Connell al contrario è molto popolare e teme che la sua relazione con Marianne gli rovini la reputazione. Tra i due si instaura un rapporto intimo e profondo, ma il desiderio di Connell di non essere visto con Marianne la ferisce profondamente. La situazione degenera quando Connell invita un'altra ragazza al ballo di fine anno: i due si lasciano e Marianne smette di frequentare la scuola, diplomandosi da casa.
Marianne e Connell si incontrano di nuovo al Trinity College di Dublino, dove la giovane donna diventa una studentessa molto popolare, mentre Connell non riesce a integrarsi con i suoi compagni benestanti. La relazione tra i due diventa ancora una volta fisica e romantica, anche se la loro storia viene rovinata dal fatto che Connell debba tornare a casa per le vacanze estive, dato che ha perso il lavoro e non può permettersi di restare nella capitale. Connell tuttavia spera che Marianne lo inviti a restare a casa con lei, mentre Marianne si aspetta che Connell le dica di andare con lui. Non riuscendo a comunicare, restano entrambi delusi dell'altro e si separano: lei resta a Dublino e lui torna al paese d'origine. I due si riappacificano durante la messa per il primo anniversario della morte del padre di Marianne, ma la ragazza ormai è impegnata in una relazione con Jamie, un ragazzo a tratti violento. Intanto Connell inizia una relazione con Helen, una ragazza piacevole che però non trova all'altezza di Marianne. Marianne e Connell rimangono in contatto per email anche se non riescono più a vedersi molto spesso. Durante l'estate Connell gira per l'Europa con amici e va a trovare Marianne mentre si trova in vacanza a Trieste con Jamie. Durante la permanenza in Friuli-Venezia Giulia, Marianne rompe con Jamie e bacia Connell. Marianne trascorre l'anno universitario seguente in Svezia, dove la giovane frequenta Lukas, un artista violento che come Jamie, vorrebbe che Marianne fosse sottomessa e si prestasse a qualunque sua fantasia sessuale. Intanto a Dublino Connell fatica a riprendersi dalla notizia del suicidio del suo vecchio amico Rob e sprofonda nella depressione.
Quando Marianne e Connell ritornano a Carricklea dopo la laurea, i due si rimettono insieme ma quando stanno per fare sesso la donna gli chiede di colpirla e Connell rifiuta. Umiliata, Marianne torna a casa, dove il violento fratello Alan le rompe il naso. Connell accorre in suo aiuto e minaccia di uccidere Alan qualora le facesse ancora male. Quando le cose sembrano sistemarsi tra i due, Connell riceve una borsa di studio per una laurea magistrale in scrittura creativa a New York, il che gli permetterebbe di portare avanti le sue ambizioni letterarie. Marianne lo incoraggia a partire senza di lei, anche se questo potrebbe mettere fine alla loro relazione.

## Accoglienza
Persone normali è stato accolto positivamente dalla critica anglosassone, ricevendo anche candidature al Booker Prize e al Women's Prize for Fiction. Nel 2018 Persone normali vinse il Costa Book Award al miglior romanzo e l'anno successivo The Guardian lo ha classificato al venticinquesimo posto nella lista dei cento migliori romanzi del secolo.
In Irlanda invece il romanzo ha avuto un'accoglienza più travagliata: il fatto che Sally Rooney si sia definita marxista e il romanzo discuta Il manifesto del partito comunista, e il romanzo femminista Il taccuino d'oro è stato oggetto di polemica.

## Adattamento televisivo
La BBC Three ha prodotto un adattamento televisivo del romanzo, intitolato Normal People ed esordito sulla BBC Three il 26 aprile 2020. La serie TV è stata accolta positivamente dalla critica e ha ricevuto tre candidature ai premi Emmy.

## Edizioni
- Sally Rooney, Persone normali, traduzione di Maurizia Balmelli, Torino, Einaudi, 2019,  p. 240, ISBN 978-88-06-24131-5.
- Sally Rooney, Persone normali, traduzione di Maurizia Balmelli, Torino, Einaudi, 2020,  p. 240, ISBN 978-88-06-24574-0.